# Nello Mason
Nello Mason (Mestre, 1º agosto 1922 – ...) è stato un calciatore italiano, di ruolo attaccante.

## Caratteristiche tecniche
Giocava come ala.

## Carriera
Nella stagione 1940-1941 e nella stagione 1941-1942 ha vestito la maglia della Mestrina, squadra della sua città natale, nel campionato di Serie C; nell'arco di questo biennio segna in totale 10 reti in 38 presenze nel campionato di terza serie ed un gol nella Coppa Italia 1940-1941. A fine stagione viene ceduto alla Triestina, in Serie A, categoria in cui esordisce il 6 dicembre 1942 in Torino-Triestina (4-1). Gioca poi una seconda partita in massima serie, chiudendo la stagione 1942-1943 con 2 presenze senza reti. Successivamente torna alla Mestrina, con cui nella stagione 1943-1944 mette a segno 3 reti in 10 presenze nel Campionato Alta Italia. Al termine del secondo conflitto mondiale milita ancora nella Mestrina, con cui nella stagione 1945-1946 gioca in Serie C vincendo il campionato e conquistando così la promozione in Serie B. Nella stagione 1946-1947 gioca invece in Serie B, collezionando 29 presenze senza reti nella serie cadetta; rimane a Mestre anche per la stagione 1947-1948, disputata in Serie C. Gioca in terza serie anche nella stagione 1948-1949 con la maglia del Montebelluna; nella stagione 1949-1950 segna 10 gol in 25 presenze con il Trento in Promozione, categoria in cui vince il campionato l'anno seguente, nel quale va a segno una volta in 27 presenze. A seguito della vittoria del campionato di Promozione, nella stagione 1951-1952 il Trento gioca in Serie C, categoria in cui Mason totalizza 30 presenze e 2 reti; gioca infine in IV Serie nella stagione 1952-1953 e nella stagione 1953-1954, entrambe a Trento, nelle quali segna rispettivamente 7 gol in 29 presenze e 4 gol in 27 presenze.

## Palmarès

### Club

#### Competizioni nazionali
- Serie C: 2

Mestre: 1945-1946, 1947-1948

#### Competizioni regionali
- Promozione: 1

Trento: 1950-1951